# Arcuphantes hokkaidanus
Arcuphantes hokkaidanus är en spindelart som beskrevs av Saito 1992. Arcuphantes hokkaidanus ingår i släktet Arcuphantes och familjen täckvävarspindlar. Inga underarter finns listade i Catalogue of Life.